# Josico
Josico, właśc. José Joaquín Moreno Verdú (ur. 6 stycznia 1975 w Albacete) – hiszpański piłkarz występujący na pozycji pomocnika. 

## Kariera
Josico zawodową karierę rozpoczynał w Albacete Balompié, grającym w Primera División. W barwach Albacete debiutował w sezonie 1995/1996. Jednak w tamtym sezonie, po przegranych barażach z CF Extremadura, spadł z klubem do drugiej ligi. W 1998 roku Josico odszedł do UD Las Palmas, podobnie jak Albacete, występującego w drugiej lidze. W pierwszym sezonie uplasował się z Las Palmas na 6. pozycji w lidze, ale już w następnym sezonie jego klub z pierwszego miejsca awansował do Primera División. Sezon 2000/2001 Las Palmas zakończyło na 11. miejscu. Jednak rok później, po zajęciu 18. pozycji i spadku do drugiej ligi, Josico został sprzedany do pierwszoligowego Villarreal CF.
W nowym klubie pierwszy ligowy występ zanotował 1 września 2002 w meczu przeciwko Osasunie Pampelunie. W 2003 roku Villareal zwyciężył w Pucharze Intertoto, dzięki czemu wystartował w Pucharze UEFA. W tych rozgrywkach dotarł do półfinału, gdzie uległ późniejszemu zwycięzcy - Valencii. W następnych sezonach Josico występował z klubem na przemian w Lidze Mistrzów i Pucharze UEFA, jednak w obu nie odniósł z nim większych sukcesów.
28 sierpnia 2008 Josico podpisał kontrakt z tureckim Fenerbahçe SK. W lidze tureckiej zadebiutował 13 września 2008 w przegranym 1:2 pojedynku z Gençlerbirliği SK. W od czasu debiutu pełnił rolę rezerwowego. W sezonie 2008/2009 rozegrał 14 ligowych spotkań. 30 czerwca 2009 wygasł jego kontrakt z Fenerbahçe i Josico opuścił ten zespół. Następnie powrócił do Las Palmas.